# João Mário
João Mário Naval da Costa Eduardo, noto solo come João Mario (Porto, 19 gennaio 1993), è un calciatore portoghese, centrocampista del Beşiktaş. Con la nazionale portoghese è diventato campione d'Europa nel 2016.

## Biografia
Nato a Porto, ma trasferitosi con la madre a Lisbona a seguito della separazione dei genitori, è fratello di Wilson Eduardo, calciatore dell’Alverca. Ha origini angolane. Nel 2021 lui e la fidanzata Marta Branco Oliveira hanno avuto una figlia a cui danno il nome di Olivia.

## Caratteristiche tecniche
Centrocampista dotato di un'ottima tecnica individuale e di capacità negli inserimenti. Quando attacca riesce a mettere in risalto le sue abilità di finalizzatore dalla media distanza, inoltre è capace di calciare bene la palla con entrambi i piedi, forte anche nel tirare dal dischetto essendo un bravissimo rigorista. Può agire in varie posizioni del centrocampo: mediano, interno, esterno offensivo e trequartista.

## Carriera

### Club

#### Esordi e Sporting Lisbona
Dopo aver mosso i primi passi nelle formazioni giovanili del Porto, passa allo Sporting Lisbona. Debutta in prima squadra appena maggiorenne, il 10 febbraio 2013, contro il Marítimo. L'anno seguente, dopo aver giocato per un periodo nella formazione riserve, si trasferisce in prestito al Vitória Setúbal. Rientra allo Sporting all'inizio della stagione 2014-15, affermandosi come titolare.

#### Inter, West Ham United e ritorno all'Inter
Nell'agosto 2016 viene acquistato dall'Inter per 40 milioni di euro (più 3 di bonus legati al raggiungimento delle 25 presenze e alla vittoria dello scudetto), che ne fanno il terzo acquisto più costoso nella storia del club dopo Romelu Lukaku e Christian Vieri. Esordisce in Serie A l'11 settembre, nella vittoria per 2-1 in casa del Pescara. Segna il primo gol il 16 ottobre, durante la gara con il Cagliari persa per 1-2. Nella seconda stagione veste il numero 10, ma il nuovo allenatore Spalletti lo utilizza raramente.
Dopo un anno e mezzo con più prestazioni negative che positive, durante il mercato invernale 2018, viene ceduto in prestito al West Ham Utd, con cui conclude la stagione totalizzando 13 presenze e 2 gol in Premier League.
Fa quindi ritorno all'Inter per la stagione 2018-2019, ma non viene inserito nella lista per la Champions League. Dopo un iniziale periodo in cui non viene preso in considerazione dall'allenatore Spalletti, trova spazio in squadra e a fine stagione totalizza 22 presenze e 1 gol fra campionato e Coppa Italia.

#### Lokomotiv Mosca e Sporting Lisbona
Il 27 agosto 2019 passa in prestito con diritto di riscatto al Lokomotiv Mosca. Mette insieme 22 presenze e 1 gol tra campionato e coppa nazionale e, non venendo riscattato, a fine stagione torna all’Inter.
Il 6 ottobre 2020 fa ritorno allo Sporting Lisbona in prestito. Con 32 presenze e 2 gol contribuisce alla vittoria di campionato e Coppa di Lega.

#### Benfica
Terminato il prestito, il 13 luglio 2021 risolve il proprio contratto con l'Inter e il giorno seguente firma un contratto con il Benfica.

### Nazionale

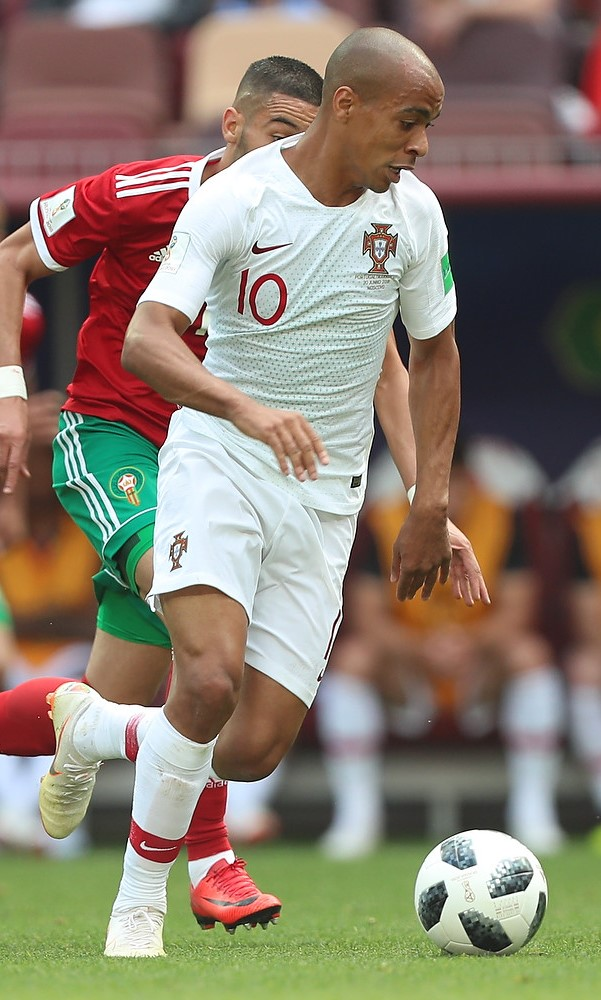
João Mário con la nazionale portoghese ai Mondiali 2018.

Dopo aver giocato nelle varie selezioni giovanili del Portogallo, dall'Under-15 fino all'Under-21, debutta con la nazionale maggiore l'11 ottobre 2014, in una gara amichevole persa 1-2 contro la Francia. Partecipa al campionato d'Europa 2016, vinto proprio dai lusitani, giocando da titolare tutte le partite.
Ha saltato per infortunio la Confederations Cup 2017. Dopo aver segnato il suo primo gol in nazionale il 14 novembre 2017, in amichevole contro l'Arabia Saudita (in cui ha rilevato la fascia da capitano da Pepe dopo l'uscita dal campo di quest'ultimo), viene convocato per il campionato del mondo 2018. Nella rassegna iridata, che vede il Portogallo eliminato agli ottavi di finale, gioca quattro partite.
Il 28 maggio 2023 annuncia l’addio alla nazionale portoghese con cui ha collezionato 56 presenze e 3 gol.

## Statistiche

### Presenze e reti nei club
Statistiche aggiornate al 1 giugno 2025.
| Stagione                  | Squadra                   | Campionato                | Campionato | Campionato | Coppe nazionali | Coppe nazionali | Coppe nazionali | Coppe continentali | Coppe continentali | Coppe continentali | Altre coppe | Altre coppe | Altre coppe | Totale | Totale |
| Stagione                  | Squadra                   | Comp                      | Pres       | Reti       | Comp            | Pres            | Reti            | Comp               | Pres               | Reti               | Comp        | Pres        | Reti        | Pres   | Reti   |
| ------------------------- | ------------------------- | ------------------------- | ---------- | ---------- | --------------- | --------------- | --------------- | ------------------ | ------------------ | ------------------ | ----------- | ----------- | ----------- | ------ | ------ |
| 2011-2012                 | Sporting Lisbona          | PL                        | 0          | 0          | CP+CdL          | 0               | 0               | UEL                | 1                  | 0                  | -           | -           | -           | 1      | 0      |
| 2012-2013                 | Sporting Lisbona          | PL                        | 1          | 0          | CP+CdL          | 0               | 0               | UEL                | 0                  | 0                  | -           | -           | -           | 1      | 0      |
| 2012-2013                 | Sporting Lisbona B        | SL                        | 31         | 1          | -               | -               | -               | -                  | -                  | -                  | -           | -           | -           | 31     | 1      |
| 2013-gen. 2014            | Sporting Lisbona B        | SL                        | 13         | 1          | -               | -               | -               | -                  | -                  | -                  | -           | -           | -           | 13     | 1      |
| Totale Sporting Lisbona B | Totale Sporting Lisbona B | Totale Sporting Lisbona B | 44         | 2          |                 | -               | -               |                    | 0                  | 0                  |             | -           | -           | 44     | 2      |
| gen.-giu. 2014            | Vitória Setúbal           | PL                        | 15         | 0          | CP+CdL          | 0+1             | 0               | -                  | -                  | -                  | -           | -           | -           | 16     | 0      |
| 2014-2015                 | Sporting Lisbona          | PL                        | 30         | 5          | CP+CdL          | 7+0             | 2               | UCL+UEL            | 6+2                | 0                  | -           | -           | -           | 45     | 7      |
| 2015-2016                 | Sporting Lisbona          | PL                        | 33         | 6          | CP+CdL          | 2+2             | 0               | UCL+UEL            | 2+5                | 0+1                | SP          | 1           | 0           | 45     | 7      |
| ago. 2016                 | Sporting Lisbona          | PL                        | 1          | 0          | CP+CdL          | 0               | 0               | UCL                | 0                  | 0                  | -           | -           | -           | 1      | 0      |
| ago. 2016-2017            | Inter                     | A                         | 30         | 3          | CI              | 2               | 0               | UEL                | -                  | -                  | -           | -           | -           | 32     | 3      |
| 2017-gen. 2018            | Inter                     | A                         | 14         | 0          | CI              | 1               | 0               | -                  | -                  | -                  | -           | -           | -           | 15     | 0      |
| gen.-giu. 2018            | West Ham Utd              | PL                        | 13         | 2          | FACup+CdL       | 1+0             | 0               | -                  | -                  | -                  | -           | -           | -           | 14     | 2      |
| 2018-2019                 | Inter                     | A                         | 20         | 1          | CI              | 2               | 0               | UCL+UEL            | 0                  | 0                  | -           | -           | -           | 22     | 1      |
| Totale Inter              | Totale Inter              | Totale Inter              | 64         | 4          |                 | 5               | 0               |                    | 0                  | 0                  |             | -           | -           | 69     | 4      |
| 2019-2020                 | Lokomotiv Mosca           | PL                        | 18         | 1          | KR              | 0               | 0               | UCL                | 4                  | 0                  | SR          | -           | -           | 22     | 1      |
| 2020-2021                 | Sporting Lisbona          | PL                        | 28         | 2          | CP+CdL          | 3+3             | 0               | UEL                | -                  | -                  | -           | -           | -           | 34     | 2      |
| Totale Sporting Lisbona   | Totale Sporting Lisbona   | Totale Sporting Lisbona   | 93         | 13         |                 | 17              | 2               |                    | 16                 | 1                  |             | 1           | 0           | 127    | 16     |
| 2021-2022                 | Benfica                   | PL                        | 28         | 3          | CP+CdL          | 2+3             | 0               | UCL                | 12                 | 1                  | -           | -           | -           | 45     | 4      |
| 2022-2023                 | Benfica                   | PL                        | 33         | 17         | CP+CdL          | 4+0             | 0               | UCL                | 14                 | 6                  | -           | -           | -           | 51     | 23     |
| 2023-2024                 | Benfica                   | PL                        | 31         | 3          | CP+CdL          | 6+3             | 2+1             | UCL+UEL            | 5+5                | 3+0                | SP          | 1           | 0           | 51     | 9      |
| Totale Benfica            | Totale Benfica            | Totale Benfica            | 92         | 23         |                 | 18              | 3               |                    | 36                 | 10                 |             | 1           | 0           | 147    | 36     |
| 2024-2025                 | Beşiktaş                  | SL                        | 27         | 5          | TK              | 4               | 1               | UEL                | 6                  | 1                  | ST          | -           | -           | 37     | 7      |
| Totale carriera           | Totale carriera           | Totale carriera           | 366        | 50         |                 | 46              | 6               |                    | 62                 | 12                 |             | 2           | 0           | 476    | 68     |

### Cronologia presenze e reti in nazionale
| Cronologia completa delle presenze e delle reti in nazionale ― Portogallo | Cronologia completa delle presenze e delle reti in nazionale ― Portogallo | Cronologia completa delle presenze e delle reti in nazionale ― Portogallo | Cronologia completa delle presenze e delle reti in nazionale ― Portogallo | Cronologia completa delle presenze e delle reti in nazionale ― Portogallo | Cronologia completa delle presenze e delle reti in nazionale ― Portogallo | Cronologia completa delle presenze e delle reti in nazionale ― Portogallo | Cronologia completa delle presenze e delle reti in nazionale ― Portogallo |
| Data                                                                      | Città                                                                     | In casa                                                                   | Risultato                                                                 | Ospiti                                                                    | Competizione                                                              | Reti                                                                      | Note                                                                      |
| ------------------------------------------------------------------------- | ------------------------------------------------------------------------- | ------------------------------------------------------------------------- | ------------------------------------------------------------------------- | ------------------------------------------------------------------------- | ------------------------------------------------------------------------- | ------------------------------------------------------------------------- | ------------------------------------------------------------------------- |
| 11-10-2014                                                                | Saint-Denis                                                               | Francia                                                                   | 2 – 1                                                                     | Portogallo                                                                | Amichevole                                                                | -                                                                         | 76’                                                                       |
| 14-10-2014                                                                | Copenaghen                                                                | Danimarca                                                                 | 0 – 1                                                                     | Portogallo                                                                | Qual. Euro 2016                                                           | -                                                                         | 68’                                                                       |
| 31-3-2015                                                                 | Estoril                                                                   | Portogallo                                                                | 0 – 2                                                                     | Capo Verde                                                                | Amichevole                                                                | -                                                                         | 46’                                                                       |
| 4-9-2015                                                                  | Lisbona                                                                   | Portogallo                                                                | 0 – 1                                                                     | Francia                                                                   | Amichevole                                                                | -                                                                         | 79’                                                                       |
| 14-11-2015                                                                | Krasnodar                                                                 | Russia                                                                    | 1 – 0                                                                     | Portogallo                                                                | Amichevole                                                                | -                                                                         | 90+1’                                                                     |
| 17-11-2015                                                                | Lussemburgo                                                               | Lussemburgo                                                               | 0 – 2                                                                     | Portogallo                                                                | Amichevole                                                                | -                                                                         | 69’                                                                       |
| 25-3-2016                                                                 | Leiria                                                                    | Portogallo                                                                | 0 – 1                                                                     | Bulgaria                                                                  | Amichevole                                                                | -                                                                         | 75’                                                                       |
| 29-3-2016                                                                 | Leiria                                                                    | Portogallo                                                                | 2 – 1                                                                     | Belgio                                                                    | Amichevole                                                                | -                                                                         | 46’                                                                       |
| 29-5-2016                                                                 | Porto                                                                     | Portogallo                                                                | 3 – 0                                                                     | Norvegia                                                                  | Amichevole                                                                | -                                                                         | 72’                                                                       |
| 2-6-2016                                                                  | Londra                                                                    | Inghilterra                                                               | 1 – 0                                                                     | Portogallo                                                                | Amichevole                                                                | -                                                                         | 46’                                                                       |
| 8-6-2016                                                                  | Lisbona                                                                   | Portogallo                                                                | 7 – 0                                                                     | Estonia                                                                   | Amichevole                                                                | -                                                                         | 59’                                                                       |
| 14-6-2016                                                                 | Saint-Étienne                                                             | Portogallo                                                                | 1 – 1                                                                     | Islanda                                                                   | Euro 2016 - 1º turno                                                      | -                                                                         | 76’                                                                       |
| 18-6-2016                                                                 | Parigi                                                                    | Portogallo                                                                | 0 – 0                                                                     | Austria                                                                   | Euro 2016 - 1º turno                                                      | -                                                                         | 71’                                                                       |
| 22-6-2016                                                                 | Lione                                                                     | Ungheria                                                                  | 3 – 3                                                                     | Portogallo                                                                | Euro 2016 - 1º turno                                                      | -                                                                         |                                                                           |
| 25-6-2016                                                                 | Lens                                                                      | Croazia                                                                   | 0 – 1 dts                                                                 | Portogallo                                                                | Euro 2016 - Ottavi di finale                                              | -                                                                         | 87’                                                                       |
| 30-6-2016                                                                 | Marsiglia                                                                 | Polonia                                                                   | 1 – 1 dts (3 – 5 dtr)                                                     | Portogallo                                                                | Euro 2016 - Quarti di finale                                              | -                                                                         | 80’                                                                       |
| 6-7-2016                                                                  | Lione                                                                     | Portogallo                                                                | 2 – 0                                                                     | Galles                                                                    | Euro 2016 - Semifinale                                                    | -                                                                         |                                                                           |
| 10-7-2016                                                                 | Saint-Denis                                                               | Portogallo                                                                | 1 – 0 dts                                                                 | Francia                                                                   | Euro 2016 - Finale                                                        | -                                                                         | 62’                                                                       |
| 1-9-2016                                                                  | Porto                                                                     | Portogallo                                                                | 5 – 0                                                                     | Gibilterra                                                                | Amichevole                                                                | -                                                                         | 63’                                                                       |
| 6-9-2016                                                                  | Basilea                                                                   | Svizzera                                                                  | 2 – 0                                                                     | Portogallo                                                                | Qual. Mondiali 2018                                                       | -                                                                         | 46’                                                                       |
| 7-10-2016                                                                 | Aveiro                                                                    | Portogallo                                                                | 6 – 0                                                                     | Andorra                                                                   | Qual. Mondiali 2018                                                       | -                                                                         | 66’                                                                       |
| 10-10-2016                                                                | Tórshavn                                                                  | Fær Øer                                                                   | 0 – 6                                                                     | Portogallo                                                                | Qual. Mondiali 2018                                                       | -                                                                         | 81’                                                                       |
| 13-11-2016                                                                | Faro                                                                      | Portogallo                                                                | 4 – 1                                                                     | Lettonia                                                                  | Qual. Mondiali 2018                                                       | -                                                                         | 72’                                                                       |
| 25-3-2017                                                                 | Lisbona                                                                   | Portogallo                                                                | 3 – 0                                                                     | Ungheria                                                                  | Qual. Mondiali 2018                                                       | -                                                                         | 83’                                                                       |
| 3-6-2017                                                                  | Estoril                                                                   | Portogallo                                                                | 4 – 0                                                                     | Cipro                                                                     | Amichevole                                                                | -                                                                         | 46’                                                                       |
| 31-8-2017                                                                 | Porto                                                                     | Portogallo                                                                | 5 – 1                                                                     | Fær Øer                                                                   | Qual. Mondiali 2018                                                       | -                                                                         | 59’                                                                       |
| 3-9-2017                                                                  | Budapest                                                                  | Ungheria                                                                  | 0 – 1                                                                     | Portogallo                                                                | Qual. Mondiali 2018                                                       | -                                                                         |                                                                           |
| 7-10-2017                                                                 | Andorra la Vella                                                          | Andorra                                                                   | 0 – 2                                                                     | Portogallo                                                                | Qual. Mondiali 2018                                                       | -                                                                         |                                                                           |
| 10-10-2017                                                                | Lisbona                                                                   | Portogallo                                                                | 2 – 0                                                                     | Svizzera                                                                  | Qual. Mondiali 2018                                                       | -                                                                         | 90’                                                                       |
| 10-11-2017                                                                | Viseu                                                                     | Portogallo                                                                | 3 – 0                                                                     | Arabia Saudita                                                            | Amichevole                                                                | 1                                                                         |                                                                           |
| 14-11-2017                                                                | Leiria                                                                    | Portogallo                                                                | 1 – 1                                                                     | Stati Uniti                                                               | Amichevole                                                                | -                                                                         | 46’                                                                       |
| 23-3-2018                                                                 | Zurigo                                                                    | Portogallo                                                                | 2 – 1                                                                     | Egitto                                                                    | Amichevole                                                                | -                                                                         | 61’                                                                       |
| 26-3-2018                                                                 | Ginevra                                                                   | Portogallo                                                                | 0 – 3                                                                     | Paesi Bassi                                                               | Amichevole                                                                | -                                                                         | 68’                                                                       |
| 28-5-2018                                                                 | Braga                                                                     | Portogallo                                                                | 2 – 2                                                                     | Tunisia                                                                   | Amichevole                                                                | 1                                                                         | 80’                                                                       |
| 2-6-2018                                                                  | Bruxelles                                                                 | Belgio                                                                    | 0 – 0                                                                     | Portogallo                                                                | Amichevole                                                                | -                                                                         | 72’                                                                       |
| 7-6-2018                                                                  | Lisbona                                                                   | Portogallo                                                                | 3 – 0                                                                     | Algeria                                                                   | Amichevole                                                                | -                                                                         | 75’                                                                       |
| 15-6-2018                                                                 | Soči                                                                      | Portogallo                                                                | 3 – 3                                                                     | Spagna                                                                    | Mondiali 2018 - 1º turno                                                  | -                                                                         | 68’                                                                       |
| 20-6-2018                                                                 | Mosca                                                                     | Portogallo                                                                | 1 – 0                                                                     | Marocco                                                                   | Mondiali 2018 - 1º turno                                                  | -                                                                         | 70’                                                                       |
| 25-6-2018                                                                 | Saransk                                                                   | Iran                                                                      | 1 – 1                                                                     | Portogallo                                                                | Mondiali 2018 - 1º turno                                                  | -                                                                         | 84’                                                                       |
| 30-6-2018                                                                 | Soči                                                                      | Uruguay                                                                   | 2 – 1                                                                     | Portogallo                                                                | Mondiali 2018 - Ottavi di finale                                          | -                                                                         | 85’                                                                       |
| 17-11-2018                                                                | Milano                                                                    | Italia                                                                    | 0 – 0                                                                     | Portogallo                                                                | UEFA Nations League 2018-2019 - 1º turno                                  | -                                                                         | 68’                                                                       |
| 20-11-2018                                                                | Guimarães                                                                 | Portogallo                                                                | 1 – 1                                                                     | Polonia                                                                   | UEFA Nations League 2018-2019 - 1º turno                                  | -                                                                         | 61’ 90’                                                                   |
| 22-3-2019                                                                 | Lisbona                                                                   | Portogallo                                                                | 0 – 0                                                                     | Ucraina                                                                   | Qual. Euro 2020                                                           | -                                                                         | 87’                                                                       |
| 11-10-2019                                                                | Lisbona                                                                   | Portogallo                                                                | 3 – 0                                                                     | Lussemburgo                                                               | Qual. Euro 2020                                                           | -                                                                         | 88’                                                                       |
| 14-10-2019                                                                | Kiev                                                                      | Ucraina                                                                   | 2 – 1                                                                     | Portogallo                                                                | Qual. Euro 2020                                                           | -                                                                         | 68’                                                                       |
| 1-9-2021                                                                  | Faro                                                                      | Portogallo                                                                | 2 – 1                                                                     | Irlanda                                                                   | Qual. Mondiali 2022                                                       | -                                                                         | 62’                                                                       |
| 4-9-2021                                                                  | Debrecen                                                                  | Qatar                                                                     | 1 – 3                                                                     | Portogallo                                                                | Amichevole                                                                | -                                                                         | 46’                                                                       |
| 7-9-2021                                                                  | Baku                                                                      | Azerbaigian                                                               | 0 – 3                                                                     | Portogallo                                                                | Qual. Mondiali 2022                                                       | -                                                                         | 78’                                                                       |
| 9-10-2021                                                                 | Faro                                                                      | Portogallo                                                                | 3 – 0                                                                     | Qatar                                                                     | Amichevole                                                                | -                                                                         | 71’                                                                       |
| 12-10-2021                                                                | Faro                                                                      | Portogallo                                                                | 5 – 0                                                                     | Lussemburgo                                                               | Qual. Mondiali 2022                                                       | -                                                                         | 65’                                                                       |
| 24-9-2022                                                                 | Praga                                                                     | Rep. Ceca                                                                 | 0 – 4                                                                     | Portogallo                                                                | UEFA Nations League 2022-2023 - 1º turno                                  | -                                                                         | 83’                                                                       |
| 27-9-2022                                                                 | Braga                                                                     | Portogallo                                                                | 0 – 1                                                                     | Spagna                                                                    | UEFA Nations League 2022-2023 - 1º turno                                  | -                                                                         | 73’                                                                       |
| 17-11-2022                                                                | Lisbona                                                                   | Portogallo                                                                | 4 – 0                                                                     | Nigeria                                                                   | Amichevole                                                                | 1                                                                         | 46’                                                                       |
| 24-11-2022                                                                | Doha                                                                      | Portogallo                                                                | 3 – 2                                                                     | Ghana                                                                     | Mondiali 2022 - 1º turno                                                  | -                                                                         | 88’                                                                       |
| 2-12-2022                                                                 | Al Rayyan                                                                 | Corea del Sud                                                             | 2 – 1                                                                     | Portogallo                                                                | Mondiali 2022 - 1º turno                                                  | -                                                                         | 82’                                                                       |
| 23-3-2023                                                                 | Lisbona                                                                   | Portogallo                                                                | 4 – 0                                                                     | Liechtenstein                                                             | Qual. Euro 2024                                                           | -                                                                         | 89’                                                                       |
| Totale                                                                    |                                                                           | Presenze                                                                  | 56                                                                        |                                                                           | Reti                                                                      | 3                                                                         |                                                                           |

## Palmarès

### Club
- Coppa del Portogallo: 1

Sporting: 2014-2015
- Supercoppa di Portogallo: 2

Sporting: 2015
Benfica: 2023
- Supercoppa di Russia: 1

Lokomotiv Mosca: 2019
- Coppa di Lega portoghese: 1

Sporting: 2020-2021
- Campionato portoghese: 2

Sporting: 2020-2021
Benfica: 2022-2023

### Nazionale
- Campionato d'Europa: 1

Francia 2016